# Receptor de kainato

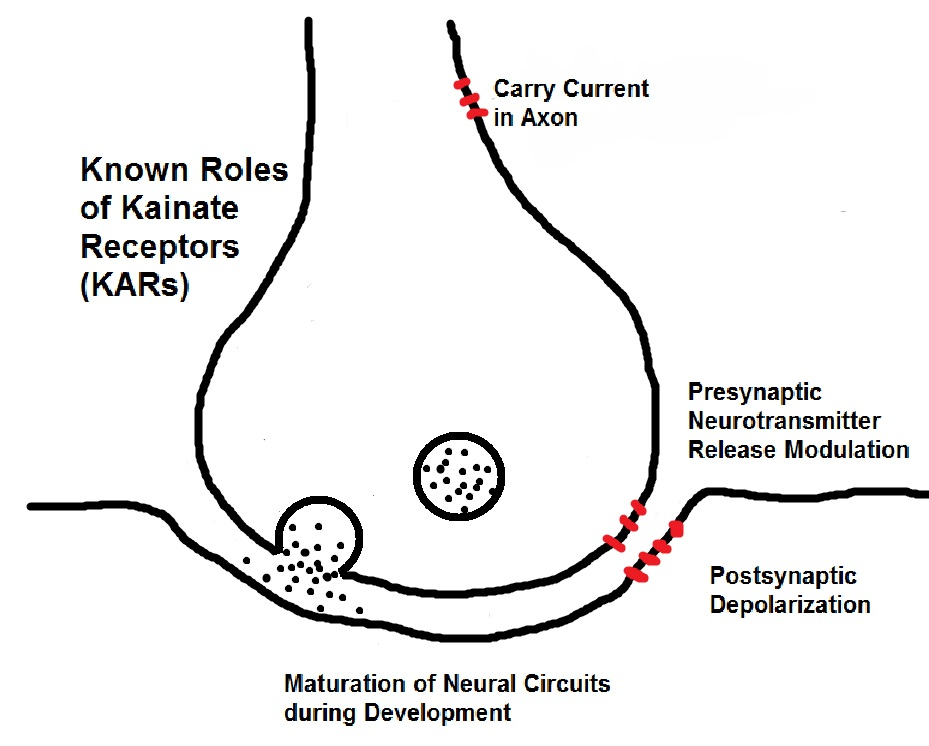
Se ha demostrado que los receptores de kainato desempeñan una variedad de funciones más amplia de lo que se pensaba anteriormente.

Los receptores de kainato son receptores ionotropos de glutamato. Como ligandos, comparte agonistas con receptores AMPA; de hecho, a veces se hace referencia a los receptores de kainato y AMPA como a una sola entidad, denominada «receptor no NMDA». Como otros receptores de glutamato, se encuentran en la membrana de neuronas y presentan una respuesta excitatoria de la célula en la que se presentan.
Estructuralmente, poseen una estequiometría y topología transmembrana definidas. Se trata de tetrámeros, y cada monómero posee un lugar de unión para el ligando y aporta un aminoácido al lumen del canal, canal que está compuesto de residuos hidrofóbicos y que penetra en la membrana. Existen cinco tipos de subunidades de receptores de kainato: GRIK1, GRIK2, GluR6, GluR7, KA1 y KA2; todos ellos son semejantes a las subunidades de los receptores AMPA o NMDA. GluR5-7 puede formar homómeros (es decir, un receptor que por ejemplo está formado por cuatro subunidades de GluR5) y heterómeros (por ejemplo, un receptor que contenga ambos tipos); no obstante, KA1 y KA2 sólo forman receptores funcionales combinándose con una subunidad del tipo GluR5-7.
A diferencia de los receptores AMPA, los receptores kainato juegan un papel minoritario en la señalización de las sinapsis. No obstante, desempeñan un rol fundamental en la plasticidad sináptica, pues afectan a la respuesta a posteriori de la célula estimulada.
Los receptores de kainato son abundantes en el hipocampo.